# Zagrilla
Zagrilla es una entidad de población española del municipio de Priego de Córdoba, perteneciente a la provincia de Córdoba, en la comunidad autónoma de Andalucía. En 2023, la entidad singular de población tenía empadronados 423 habitantes.